# 津山三十人殺し
津山三十人殺し（つやまさんじゅうにんごろし）は、1938年（昭和13年）5月21日未明に岡山県苫田郡西加茂村大字行重（現・津山市加茂町行重）の貝尾・坂元両集落で発生した大量殺人事件。司法省による事件名は津山事件（つやまじけん）で、犯人の姓名を取って都井睦雄事件（といむつおじけん）とも呼ばれることもある。
都井 睦雄（とい むつお）が民家11軒に侵入、住民を猟銃や刃物で次々と襲い、約1時間半の間に28名を即死させ、5名に重軽傷を負わせた（そのうち12時間後までに2名が死亡）。都井は犯行後に自殺。その後、被疑者死亡で不起訴となった。日本が明治維新後に西洋式の近代法制を整備して以降、戦争行為を除く犯罪としては、京都アニメーション放火殺人事件が発生する2019年までの81年という長きに渡って最多の犠牲者数だった。
横溝正史の小説『八つ墓村』、および西村望の小説『丑三つの村』のモチーフになった事件である。

## 事件発生以前

### 生い立ち
犯人の都井 睦雄（とい むつお）は1917年（大正6年）3月5日、岡山県苫田郡加茂村大字倉見（現・津山市加茂町倉見）に生まれた。1918年7月18日に祖父、同年12月1日に父、1919年4月29日に母を亡くした。全員が肺結核であった。
当時は結核感染者が多く出る家を労咳筋（ろうがいすじ）として忌み嫌う傾向があり差別の対象とされたため、都井に家督を継がせるべきかという議論が都井一族内で巻き起こった。結果として都井に継がせるべきではないとの判断が一族の大半を占め、最終的に都井宗家を継ぐのは、祖父の代で既に分家していた祖父の弟の一人（都井の大叔父）となった。
以降は祖父の後妻である、血縁関係のない祖母が後見人となり、その直後一家は加茂の中心部である塔中へ引っ越した。

### 幼少期からの生活
都井が6歳のときに一家は祖母の生まれ故郷の貝尾集落に引っ越した。都井は両親より約13,000平方メートルの田畑と、約8,000平方メートルの山林を相続したが、いずれも倉見に存在する資産であった。また都井一家が暮らしていた倉見の屋敷も遺産に含まれたが、それら全てを合わせても都井宗家の資産全体のうち僅かなものだった。
都井は尋常高等小学校を卒業後、まもなく肋膜炎を患って医師から農作業を禁止され、無為な生活を送っていた。病状はすぐに快方に向かい、実業補習学校に入学したが、姉が結婚したころから徐々に学業を嫌い、家に引きこもるようになっていき、同年代の人間と関わることはなかった。
なお、事件後に岡山地裁検事局からの照会により西賀茂尋常高等小学校長が回答した昭和14年4月19日付「被疑者学業成績性行等回答書」によれば、都井の学業成績は尋常科および高等科の計8年間を通じ、体育科目も含めて全教科において10段階中全て8以上であった。また同回答書中の「性質素行」欄には「勤勉親切ヨク命ヲ守リヰタリ」、「正直ニシテ約束ヲ守リ礼儀ヲ重ンジ緻密ナリ」等と記載されている。

### 凶器の入手と没収
1937年5月22日（昭和12年）、都井は徴兵検査を受け、結核を理由に丙種合格とされた。そのころから都井は、それまで関係を持った女性たちに、都井の丙種合格や結核を理由として関係を拒絶されるようになる。そして、心ない風評に都井は不満を募らせていった。
同年、狩猟免許を取得して津山で2連発散弾銃を購入した。翌1938年（昭和13年）にはそれを神戸で下取りに出し、12番口径5連発のブローニング製散弾銃であるブローニング・オート5を購入した。毎日山にこもって射撃練習に励むようになり、毎夜猟銃を手に村を徘徊して近隣の人間に不安を与えるに至った。都井はこのころから犯行準備のため、自宅や土地を担保に借金をしていた。
しかし、都井が祖母の病気治療目的で味噌汁に薬を入れているところを祖母本人に目撃され、そのことで「孫に毒殺される」と大騒ぎして警察に訴えられたために家宅捜索を受けた。猟銃一式のほか、日本刀・短刀・匕首などを押収され、猟銃所持許可も取り消された。

### 凶器の再入手
都井は、上記の一件により凶器類をすべて失ったが、知人を通じた猟銃や弾薬の購入、刀剣愛好家からの日本刀譲り受けなどによって、ふたたび凶器類を揃えた。
その後、以前に懇意にしていたもののその後都井の元から去り、他の村へ嫁いでいた女性（後述、Dの四女）が村に里帰りしてきた、1938年（昭和13年）5月21日の未明に犯行は行われた。

## 犯行当日

### 犯行準備
都井は事件の数日前から、実姉をはじめ数名に宛てた長文の遺書を書いていた。さらに自ら自転車で隣町の加茂町駐在所まで走り、難を逃れた住民が救援を求めるのに必要な時間をあらかじめ把握しておくなど、犯行に向け周到な準備を進めていたことがのちの捜査で判明している。自分の姉に対して遺した手紙は、「姉さん、早く病気を治してください。この世で強く生きてください」という内容である。
1938年（昭和13年）5月20日17時ごろ、都井は電柱によじ登り送電線を切断、貝尾集落のみを全面的に停電させる。しかし村人たちは停電を特に不審に思わず、これについて電気の管理会社への通報や、原因の特定などを試みることはなかった。
翌5月21日1時40分ごろ、都井は行動を開始する。詰襟の学生服に軍用のゲートルと地下足袋を身に着け、頭にははちまきを締め、小型懐中電灯を両側に1本ずつ結わえつけた。首からはナショナルランプを提げ、腰には日本刀一振りと匕首を二振り、手には9連発に改造したブローニング・オート5を持った。

### 決行
都井は、近隣の住人を約1時間半のうちに次々と改造猟銃と日本刀で殺害していった。当時の貝尾集落では、夜間に施錠している家はなかった。被害者たちの証言によると、この一連の犯行は極めて計画的かつ冷静に行われたとされている。最終的に死者30名（即死28名、重傷のち死亡2名）、重軽傷者3名の被害者が出た。死者のうち5名が16歳未満（最年少は5歳）である。被害者の年齢表記は数え年となる。1950年に満年齢使用が義務化されるまでは数え年表記が一般的であり、都井は犯行当時満年齢21歳だったが、数えでは22歳となる。11軒の家が犯行に遭い、そのうち3軒で一家全員が殺害され、4軒の家は生存者が1名だけであった。
都井による激しい銃声と怒鳴り声を聞き、すぐに身を隠すなどした者だけが生存者となった。また、2名は襲撃の夜に村に不在だったため難を逃れた。また、ある家では、主人からの「決して動かんから助けてくれ」という必死の哀願に「それほどまでに命が惜しいんか。よし、助けてやるけん」と応え、その場を立ち去っている。

#### 被害にあった家
- 都井は最初に、自宅で就寝中の祖母 (75) の首を斧で刎ねて即死させた。首と胴体は数十センチメートル分離していた。
- 次いで1軒目を襲撃、都井宅の北西のA (20) 宅に侵入。Aは兵役のため不在だったがAの母親 (50)、Aの弟2人 (14、11) を日本刀で殺害。
- 2軒目はB (50) 宅に侵入。B、Bの妻 (43)、長女 (23)、Bの妻の妹 (24) を射殺。
- 3軒目はC (22) 宅に侵入。C、Cの妻（20、妊娠6ヵ月）を射殺。さらに農業の手伝いにきていたCの甥 (18) も射殺。Cの母親 (70) は「頼むけん、こらえてつかあさい」と都井の足元にひざまづいて命乞いをするが、これに対し都井は「お前んとこにはもともと恨みも持っとらんじゃったが、（都井が恨みを持っているB家から）嫁をもろうたから殺さにゃいけんようになった」と言って猟銃を発砲した（至近距離で肋骨への被弾だったことが幸いし、重傷ながらも奇跡的に一命を取り留めた）。
- 4軒目はD (60) 宅に侵入。D、Dの長男 (19) とその妻 (22)、Dの五女 (15)、六女 (12) を射殺。四女 (22) は裏口から隣宅に逃げ込む。
- 5軒目はDの四女が逃げ込んだE (45) 宅。Eは母屋を戸締りして畳の下に筵を敷き彼女を匿った。母屋に籠ったE家族4人とD四女の計5人のうち、外から撃ち込まれた銃弾が太腿を掠めたEの四女 (21) が軽傷。単身で離れにいたEの父親 (86) が射殺された。
- 6軒目はF (21) 宅に侵入。F、母親 (45) を射殺。
- 7軒目はG (85) 宅に侵入。計画的に養蚕室から襲撃、Gの長男の内妻 (65)、養蚕手伝いで泊り込んでいた集落内の娘2人〈Aの妹 (19)、Hの妹 (21)〉を射殺。母屋にいたGは返り血を浴びた都井に猟銃を突きつけられたが、逃げることもせず茫然と座っていたところ「お前はわしの悪口を言わんじゃったから、堪えてやるけんの」と言われて見逃されたという。Gの長男 (64) は必死の哀願が通じ助命。
- 8軒目はH (28) 宅に侵入。Hの母親 (47) が左右太腿に銃弾を撃ち込まれ重傷、6時間後に死亡。逃げ延びたHは隣町の駐在所に事件の第一報を報告した。
- 9軒目はI (37) 宅に侵入。Iの父親 (74) と母親 (72) と妻 (34)、四男 (5) を射殺。Iは竹藪に逃げ込んで難を逃れ、駐在所に向かった。長男 (14) は修学旅行のため不在であり、次男 (12) と三男 (9) はなぜか襲われなかった。
- 10軒目はJ (61) 宅に侵入。Jの妻 (56) は木製の雨戸越しに撃ち込まれた銃弾が右腕から動脈に達し重傷、12時間後に死亡。
- 11軒目はK (51) 宅に侵入。K、妻 (32) を射殺。

### 自殺と遺書
約1時間半に及ぶ犯行後、都井は遺書用の鉛筆と紙を借りるため、隣の集落の一軒家を訪れた。家人は都井の異様な風体に驚いて動けない状態だったが、その家の子が以前から都井の話を聞きに来ていて顔見知りであったため、その子に頼み、鉛筆と紙を譲り受けた。都井は去り際にこの子へ「うんと勉強して偉くなれよ」と声をかけている。
その後、3.5キロメートル離れた仙の城と呼ばれていた荒坂峠の山頂にて、追加の遺書を書いたあと、猟銃で自殺した。都井の遺体は翌朝になって山狩りで発見された。猟銃で自らの心臓を撃ち抜いており、即死したとみられている。
遺書の内容は以下の通りである。
都井は遺書の中で、この日に犯行を起こす決意をしたのは、以前都井と関係があったにもかかわらず他家に嫁いだ女性が、貝尾に里帰りしてきたからだとしている。しかし、この女性は実家に都井が踏み込んで来たとき逃げ出して助かり、逆にこの家に逃げ込んだ隣家の家人が射殺されることとなった。
なお、当時の新聞では遺書は計3通が残されていたと報道されている。1通は姉にあてたもの、1通は宛名の無い長文（便箋18枚）のもの、1通は自殺現場で書かれたとみられるものである。現場で書かれた遺書の内容は紙面に掲載されたものの上記の内容とは異なっており、書き換えた当事者の目的や意図は明らかでない。

## 事件後
5月21日の午前8時には、萱場軍蔵岡山県知事から内務省に事件発生の公電があった。事件はラジオや新聞などのマスコミにより報道され、『少年倶楽部』もこの事件を特集した。ブラジル日報（邦字新聞）では「岡山県の鬼熊事件」と表現している。
この事件が貝尾集落に与えた影響は大きく、前述のように、一家全滅したところもあれば一家の大部分を失ったところもあり、集落の大部分が農業で生計を立てていたためかなり生活が苦しくなったとされている。また、都井の親族で襲撃を受けることのなかった一家が、企みを前々から知っていて隠していたのではないかと疑われ、村八分に近い扱いを受けたともいわれている。
事件後、犯人の都井が警察による取り調べを受ける前に自殺し、さらに多くの被害者が亡くなったため、生存者による証言しか残っていない。しかし、生存者のほとんどが亡くなった被害者の誰かしらと親戚関係にあるため、その証言はすべての罪を都井にかぶせるようなものが多くなっているという意見もある。さらに、都井が死亡した以上、たとえ都井と関係があったと噂される女性でも本人が否定してしまえば確認する方法はなく、事実関係が不明な部分も多く残った。1975年（昭和50年）に刊行された『加茂町史』では、本事件について「都井睦雄事件も発生した」と記されるのみである。

## 近年

### 事件発生現場・関係先の現在
事件現場である貝尾集落は、周辺集落のなかでも一番山際にあたる部分にある。2015年春、倉見に廃屋となって残っていた都井の生家が取り壊された。
貝尾地区の人口は事件当時23世帯111人であったが、2010年の平成22年国勢調査によると13世帯37人となっており、うち単身の世帯が4あるなど限界集落化が進んでいる。直接被害者を出さなかった複数の世帯が事件後に貝尾を離れているほか、過疎化が進行しており、廃墟となっている家屋もある。事件当時から貝尾に居住している者はすでに一人もいないという。

### 70年後の証言
事件発生から70年後にあたる2008年（平成20年）、『週刊朝日』5月13日号にて事件関係者による証言記事（記者:小宮山明希）が掲載された。その記事内で匿名でのインタビューに応じた90代の老人によると、都井は村が停電になった時によく修理を頼まれていた。また、事件が発生したその日のうちに「昭和の鬼熊事件」と題した号外が出たと述べている。当時村に残っていたとされている夜這いの風習については否定している。
なお、この証言については司法省刑事局による「津山事件報告書」と食い違う部分がある。

## 文献
- 司法省刑事局『津山事件報告書 （岡山縣苫田郡西加茂村に於ける三十三人殺傷事件）』、1939年。
  - 事件の1年後に司法省刑事局によってまとめられた公的な報告書。スタンフォード大学イースト・アジア図書館において閲覧が可能である[9]。
- 中村一夫『自殺』紀伊國屋書店、1978年。
- 松本清張『ミステリーの系譜』中公文庫、1981年。ISBN 4122001625。
  - 本事件に関するルポルタージュ。
- 筑波昭『津山三十人殺し―村の秀才青年はなぜ凶行に及んだか』草思社、1981年。ISBN 4794201338。
- 筑波昭『津山三十人殺し―日本犯罪史上空前の惨劇』新潮文庫、2005年。ISBN 4101218412。
  - 『津山事件報告書』から都井の遺書や生存者の証言などが引用されている。また、都井が子供向けに書いたという小説「雄図海王丸」も収録されている。従来、本事件に関する基本的文献とみなされてきたが、下記の『津山事件の真実』による検証で、この本の「雄図海王丸」や阿部定関係など多くの部分が、著者による創作あるいは捏造であるらしいことが判明した。著者自身が、『津山事件の真実』で取材を受けた際に、「よく調べずに書き良心がとがめている」「現地には一度行っただけ」と述べた。松本清張の書いた「姉はすでに死亡」を鵜呑みにしたのか、真偽を検証しようがない都井家の家庭での他愛ないエピソードが多く、姉の回想に基づくことを示唆するくだりもある。直接都井と関係のない歴史、風俗資料の引用が多い。反面、都井の両親の死亡や貝尾への引っ越しなど都井の人生に大きな影響を与えたくだりは簡単な事実経過のみで、両親の死亡のくだりには、「山村の食生活」に関わる引用が続く。
- 事件研究所『津山事件の真実（津山三十人殺し）第三版』フローマネジメント、2011年 。ISBN 978-4990649302
- 事件研究所『津山事件の真実（津山三十人殺し）第三版（付録付き）』フローマネジメント 、2013年。 ISBN 978-4990649319
  - 津山事件についての新事実の他、上記『津山三十人殺し』の内容に関する検証がされている。筑波昭へのインタビューや、『津山事件報告書』の閲覧方法も記載されている。付録付きには、『津山事件報告書』の大半が収録されている。
- 石川清『津山三十人殺し 最後の真相』ミリオン出版、2011年 ISBN 978-4813021384
  - 10年以上現地を取材してきた著者による、新事実を含めた労作。犯行の契機となった「以前懇意にしていたものの、その後都井の元から去り、他の村へ嫁いだ女性」へのインタビューが掲載されている。
- 石川清『津山三十人殺し 七十六年目の真実―空前絶後の惨劇と抹殺された記録』学研パブリッシング、2014年。 ISBN 978-4054059498
- 石川清『津山三十人殺し 最終報告書』二見書房、2024年。 ISBN 978-4576240473

## モデルとした作品
- 『八つ墓村』 横溝正史、1949年3月 - 1950年3月『新青年』、1950年11月 - 1951年1月『宝石』（角川文庫、1971年 ISBN 4041304016）
  - 冒頭で語られる村人32人殺し事件は、本事件をモデルとした。ただし犯人は事件と異なり村の有力者という設定である。また、村の場所は「津山事件のあった村より、はるか遠くへ外しておいた」[10]ということで、岡山県最西の新見市（事件当時および作品発表時は阿哲郡新見町）の近くに設定されている[注釈 8]。本事件をモデルとした最古の作品である。
- 『新日本暴行暗黒史 復讐鬼』
  - 1969年公開の日本映画。監督は若松孝二。日本暴行暗黒史シリーズの3作目であり[13]、本事件をモデルとした映画で上映素材が現存するものの中では最古の作品といわれている。
- 『丑三つの村』 西村望、毎日新聞社、1981年（徳間文庫、1984年 ISBN 4195675936）
  - 本事件を題材にしたノンフィクション小説。
  - 1983年に監督・田中登、主演・古尾谷雅人で映画化。公開前に映画倫理委員会が「全編が残虐で非道的」と判断、18歳未満の観覧を禁止する成人映画に指定された。
- 「負の暗示」『神かくし』所収 山岸凉子、秋田文庫、1998年 ISBN 4253172466
  - 本事件を漫画化した作品。
- 『龍臥亭事件（上・下）』 島田荘司、光文社文庫、1999年 ISBN 4334728898（上巻）、ISBN 4334728901（下巻）
  - 舞台となる集落の名称は変更されているが、下巻の内容は筑波昭の著作と重複する部分が多い。
- 『SIREN』、ソニー・コンピュータエンタテインメント、2003年
  - 作中に事件を元にした「××村三十三人殺し」という都市伝説が登場する。主人公が物語に関わる重大なキーとなっている。
- 『夜啼きの森』 岩井志麻子、角川ホラー文庫、2004年 ISBN 4043596049
  - 本事件を題材にしたホラー小説。
- 『「八つ墓村」は実在する』 蜂巣敦、ミリオン出版、2005年 ISBN 4813020291
  - 『八つ墓村』と本事件の関連性を、現地調査等を通じて考察した本。
- 『《津山三十人殺し》幻視行』月蝕歌劇団、2008年8月
  - 初の演劇化。作・演出 高取英、音楽 J・A・シーザー。これも有名な阿部定事件の阿部定の自供調書が効果的に使われた（ただし、阿部定事件は本事件とは無関係であると近年検証されている）。
- 『ツバキ』、押切蓮介、2011年
  - ホラー漫画。シリーズ中に本事件をベースにしたエピソードが存在する。
- 『夜見の国から』、池辺かつみ、ニチブンコミックス、2012年
  - 本事件を題材にした劇画。
- 「ムツオさん」『THE SHOW MUST GO ON』所収 筋肉少女帯、徳間ジャパン、2014年
  - 本事件をモチーフとした楽曲[14]。
- 『ゴールデンカムイ』、野田サトル、集英社、2014年
  - 明治時代の北海道が舞台のサバイバル漫画。「三十三人殺しの津山」と呼ばれる人物が登場する。
- 『お孵り』滝川さり、KADOKAWA〈角川ホラー文庫〉、2019年 ISBN 978-4-04-108826-5
  - 津山三十人殺しをモチーフにした事件が語られており、筑波昭『津山三十人殺し 日本犯罪史上空前の惨劇』が参考文献として挙げられている。
- 『名探偵のはらわた』白井智之、新潮社、2020年 ISBN 978-4-10-353521-8
  - 「津ヶ山事件」という話に30人殺しの向井鴇雄という殺人鬼が登場する。